# Suljuktocossus yinae
Suljuktocossus yinae  (лат.) — ископаемый вид цикадовых полужесткокрылых насекомых рода Suljuktocossus (семейство Palaeontinidae). Обнаружен в юрских отложениях Китая: (Daohugou Formation, келловейский ярус, возраст около 160 млн лет).

## Описание
Крупного размера ископаемые полужесткокрылые, которые были описаны по отпечаткам, длина переднего крыла 56,0 мм, ширина 27,0 мм (размеры заднего крыла — 35,0×25,0 мм).
Вид Suljuktocossus yinae был впервые описан в 2007 году китайскими палеоэнтомологами И. Ваном и Д. Жэнем (Wang Y. and D. Ren).
Таксон Suljuktocossus yinae включён в состав рода Suljuktocossus Becker-Migdisova 1949 вместе с видами Suljuktocossus coloratus Wang et al. 2006, Suljuktocossus prosboloides Becker-Migdisova 1949, Suljuktocossus chifengensis.